# Bleib bei uns, denn es will Abend werden (BWV 6)
Bleib bei uns, denn es will Abend werden (BWV 6) ist eine Kirchenkantate für den 2. Osterfesttag von Johann Sebastian Bach.

## Entstehung
Bach komponierte die Kantate für den 2. Osterfesttag (Ostermontag) in seinem zweiten Jahr als Thomaskantor in Leipzig. In diesem Jahr hatte er, beginnend mit dem 1. Sonntag nach Trinitatis 1724, einen Jahreszyklus von Choralkantaten begonnen, den er mit der Kantate für Palmsonntag abbrach.
Die vorgeschriebenen Lesungen für den Festtag waren als Epistel die Predigt des Petrus aus der Apostelgeschichte (Apg 10,34–43 ) und als Evangelium der Gang nach Emmaus (Lk 24,13–35 ). Ein unbekannter Dichter begann den Text in sechs Sätzen mit Vers 29 des Evangeliums, benutzte als Satz 3 zwei Strophen eines Liedes mit gleichem Inhalt, das Philipp Melanchthon begann und Nikolaus Selnecker fortführte, und endete mit der 2. Strophe von Martin Luthers Choral „Erhalt uns, Herr, bei deinem Wort“ (1542). Der Dichter folgte der Tradition, die einbrechende Nacht mit ihrer Dunkelheit und die Bitte, nicht allein zu bleiben, auf die allgemeine Situation der Glaubenden zu übertragen. Ohne näher auf das Evangelium einzugehen, wird Jesus als Licht in dieser Dunkelheit thematisiert. Der Dichter war möglicherweise ein Theologe, der in Satz 4 auf einen Satz zum Thema aus der Offenbarung anspielt (Offb 2,5 ). Der Choral in Satz 3 ist in der ersten Strophe, „Ach bleib bei uns, Herr Jesu Christ“, eine Übertragung des lateinischen „Vespera iam venit“, die zweite Strophe, „In dieser letztn betrübten Zeit“, schrieb Nikolaus Selnecker 1572.
Bach führte die Osterkantate am 2. April 1725 zum ersten Mal auf. Am Vortag hatte er die frühe Choralkantate Christ lag in Todes Banden noch einmal musiziert, damit ist Bleib bei uns die erste neue Kantate im 2. Jahrgang, die keine Choralkantate ist. Eine weitere Aufführung war möglicherweise am 13. April 1727, zwei weitere Aufführungen sind durch Quellen belegt, aber nicht datierbar.

## Besetzung und Aufbau
1. Chor: Bleib bei uns, denn es will Abend werden
2. Aria (Alt): Hochgelobter Gottessohn
3. Choral (Sopran): Ach bleib bei uns, Herr Jesu Christ
4. Recitativo (Bass): Es hat die Dunkelheit an vielen Orten überhandgenommen
5. Aria (Tenor): Jesu, laß uns auf dich sehen
6. Choral: Beweis dein Macht, Herr Jesu Christ

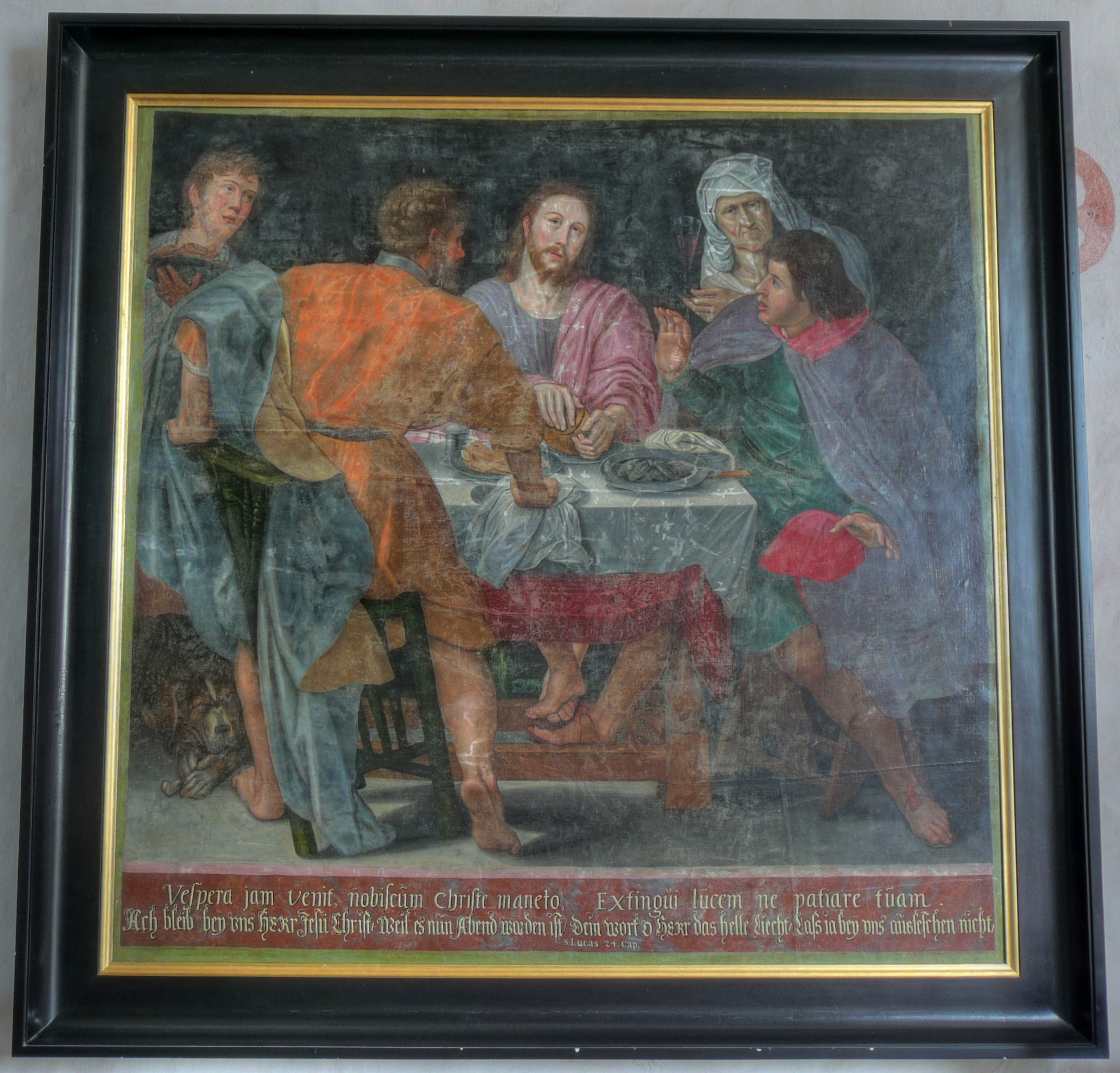
Ach bleib bei uns, Herr Jesu Christ, Altargemälde in der St.-Pauli-Kirche (Bobbin) (1668)

Die Kantate ist besetzt mit vier Solisten, Sopran, Alt, Tenor und Bass, vierstimmigem Chor, zwei Oboen, Oboe da caccia, zwei Violinen, Viola Violoncello piccolo und Basso continuo. Die Stimmen sind überschrieben: „Feria 2 Paschatos / Bleib bey uns den es will abend / werden / â / 4. Voc: / 2 Hautbois / Hautb: da Caccia / 2 Violini / Viola / Violoncello piccolo / e / Continuo / di Sign: / Johann Sebastian Bach.“

## Musik
Nachdem Bach in ca. 40 Choralkantaten mit einer Choralphantasie begonnen hatte, ist der Eingangschor von Bleib bei uns eine komplexe Struktur aus einem überwiegend homophonen ersten Abschnitt, einem fugierten Mittelteil und einer verkürzten Reprise des ersten Abschnitts. Die Instrumente stellen ein Thema vor, das die Stimmen auf den Anruf „Bleib bei uns“ eindringlich wiederholen. Thema und Duktus in der Art einer Sarabande sowie die Tonart c-Moll ähneln dem Schlusschor der Johannespassion, „Ruht wohl“. Die schnellere Fuge im 4/4 Takt kontrastiert mehrere zum Teil lebhafte Themen mit dem Text „Bleib bei uns“, gesungen in gleicher Tonhöhe, als Sinnbild des Bleibens.
Satz 2 ist eine Alt-Arie mit obligater Oboe da caccia. Damit wählte Bach eine dunkle Stimme und ein dunkles Begleitinstrument. Das erste Thema steigt auf, den Worten „Hochgelobter Gottessohn“ entsprechend. Das Sinken der Finsternis im 2. Abschnitt wird durch absteigende Ganztöne sinnfällig.
In Satz 3 werden die Choralstrophen unverziert vom Sopran gesungen, umspielt von einem Violoncello piccolo in noch tieferer Lage als im Satz zuvor. Bach nahm den Choral in seine Schübler-Choräle auf.
Auf ein kurzes Secco-Rezitativ folgt als Satz 5 eine Tenor-Arie, begleitet von lebhaften Figuren der 1. Violine. Die Singstimme übernimmt die Figuren, wenn im zweiten Teil der Arie das Licht des göttlichen Wortes
behandelt wird.
Satz 6 ist ein schlichter vierstimmiger Chorsatz.